# ダウンフォース
ダウンフォース (down force) は、走行する自動車に対して空力によって発生する、負の揚力、つまり自動車が地面に押さえつけられる向きに発生する力である。

## ダウンフォースの必要性
現代のレーシングカーでは、加減速を機敏にするために車体重量を抑えつつ、タイヤのグリップ力を確保するために、空力によるタイヤ負荷の上昇すなわちダウンフォースを得るように設計されている。
タイヤの摩擦力を単純に表すと
摩擦力=摩擦係数×垂直抗力（＝タイヤを地面に押し付ける力）
であるが、規則によりタイヤの摩擦係数は全車両でほぼ同一であるため、グリップ力を高め、コーナリングパワー（CP）を稼ぐには、タイヤを地面に押し付ける力を増加させなければならない。しかし車体全体の質量を増加させてこれを実現した場合は、カーブ走行中に慣性力と慣性モーメントが大きくなり不利な上、加減速も鈍くなるため、車体重量を増加させずにタイヤを地面に強く押し付ける必要があった。そこでウイングを装着し空気の力で車体を下向きに押し付ける方法が考案された。空力でタイヤを地面に強く押し付けても車体の質量が増えたわけではないので、慣性は大きくならず車の機敏な動きを妨げることはない。
直線路においても高速走行時にはタイヤの路面追従性の低下が起こるが、適度なダウンフォースでタイヤを地面に押しつけることによりこれを防ぎ、操縦安定性の悪化やタイヤの空転、最悪の状況である「リフト」の発生を抑制することができる。
大きなウイングなどで強いダウンフォースを得られれば旋回時の速度限界を上昇させることができるが、同時に誘導抗力（空気抵抗）も増すことになり直線走行時の最高速度や高速走行時の加速性能が犠牲になるため、そのバランスは重要である。

## ダウンフォース発生機構
詳しくは「エアロパーツ」参照

### ウイング

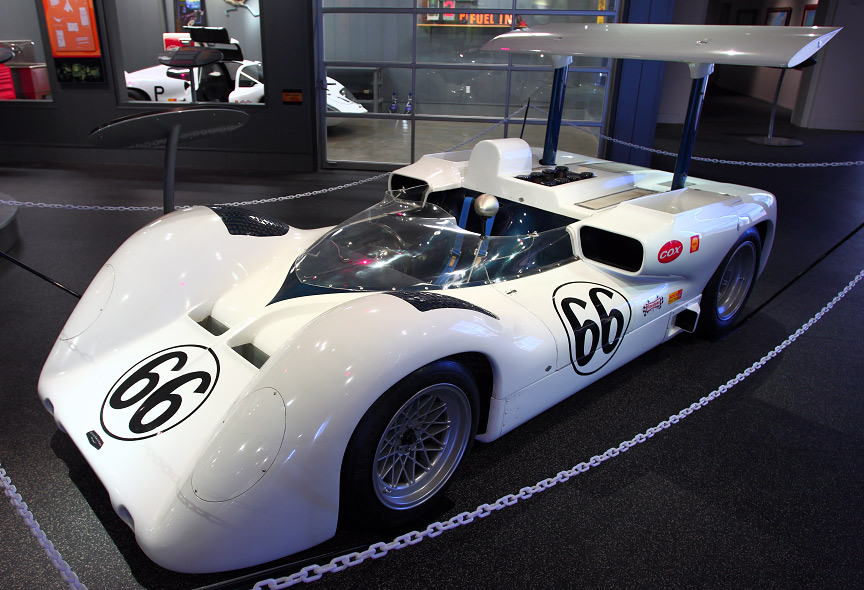
シャパラル2E

ダウンフォースの発生機構としてはまず、ウイングが開発された。板を水平から進行方向下向きに傾けて前進させると、前方から流れてくる空気の圧力差により、下向きのモーメントが発生する。これを利用するために車体の前部と後部に2枚の板を搭載した車が登場する。
1960年代、軽量なレーシングカーは急速に高まったエンジンパワーをいかに効率よく駆動力に変換するかが課題となっていた。1966年にシャパラルが後輪（駆動輪）アップライト（ばね下）に支柱を取った巨大なウイングを装着し、空気力により強力なダウンフォースを得ることで、トラクション不足の解決を試みた。まもなくばね下への空力付加物設置は競技規則で禁止されたが、この試みは現在では形を変えているものの、規則で許されるほぼ全てのカテゴリで用いられている。
現代におけるウイングは、より少ない抵抗で大きいダウンフォースが得られるようにするため、飛行機の翼を上下逆にしたような断面（翼型）になっている。
過度にダウンフォースを発生させると誘導抵抗が増加し、それに伴い直線での最高速度が低下する。したがって直線とコーナーでは必要とされるダウンフォースの大きさが異なる。しかし、ほとんどのカテゴリのレースにおいて走行中のウィング角度を変化させることは禁じられているため、レースサーキットの形状（直線とコーナーの割合）によるウィング角度のセッティング決定はチーム勝利のための重要な要素となっている。(F1では、2009年よりドライバーが走行中にフロントウィングの設定を変更できるようになり、2011年からは一定区間においてリアウィングの角度を減らし空気抵抗を低減するDRS（ドラッグリダクションシステム)が登場している。)

### ウイングカー

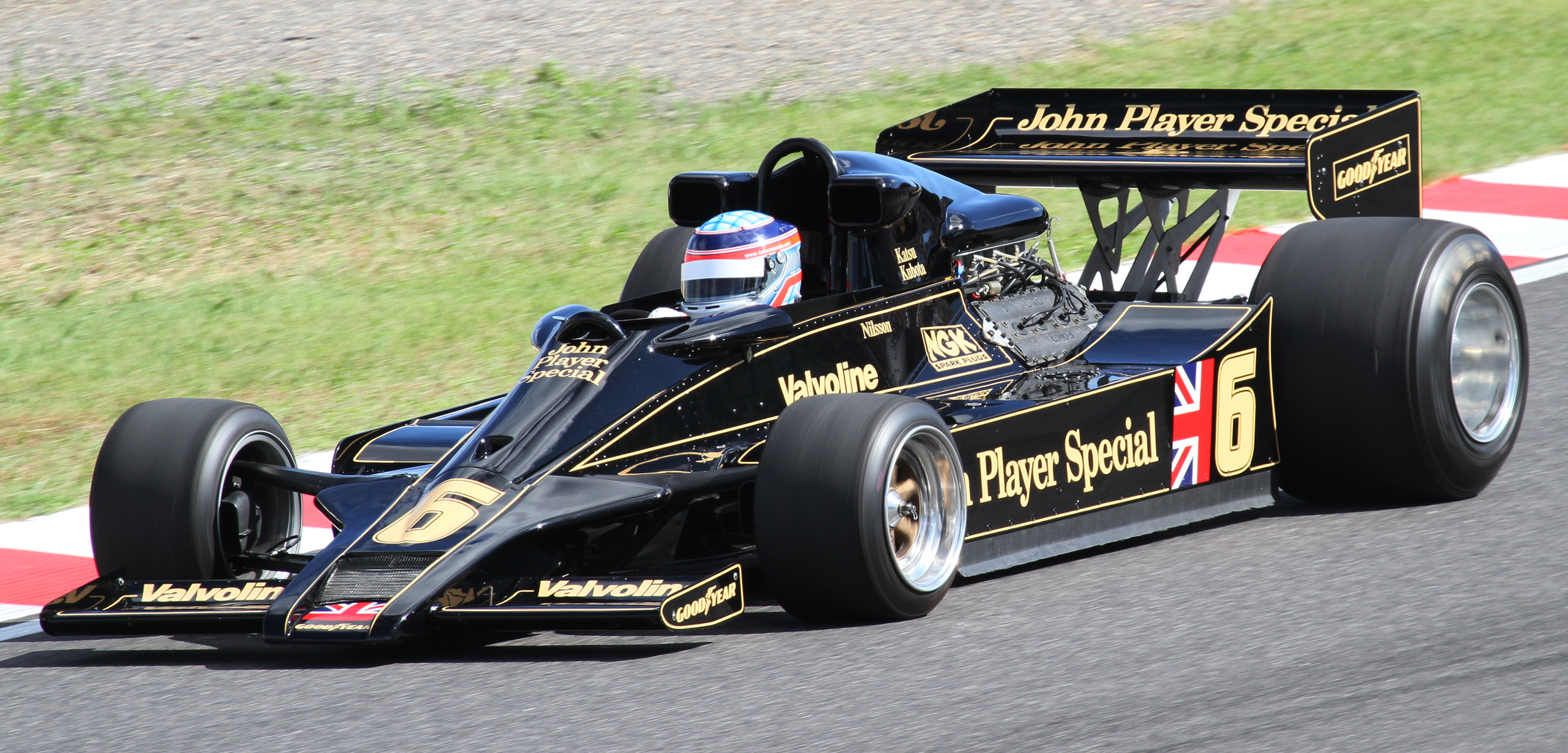
ウイングカーのロータス78　サイドパネルを外すとサイドポンツーンは翼断面形状になっている

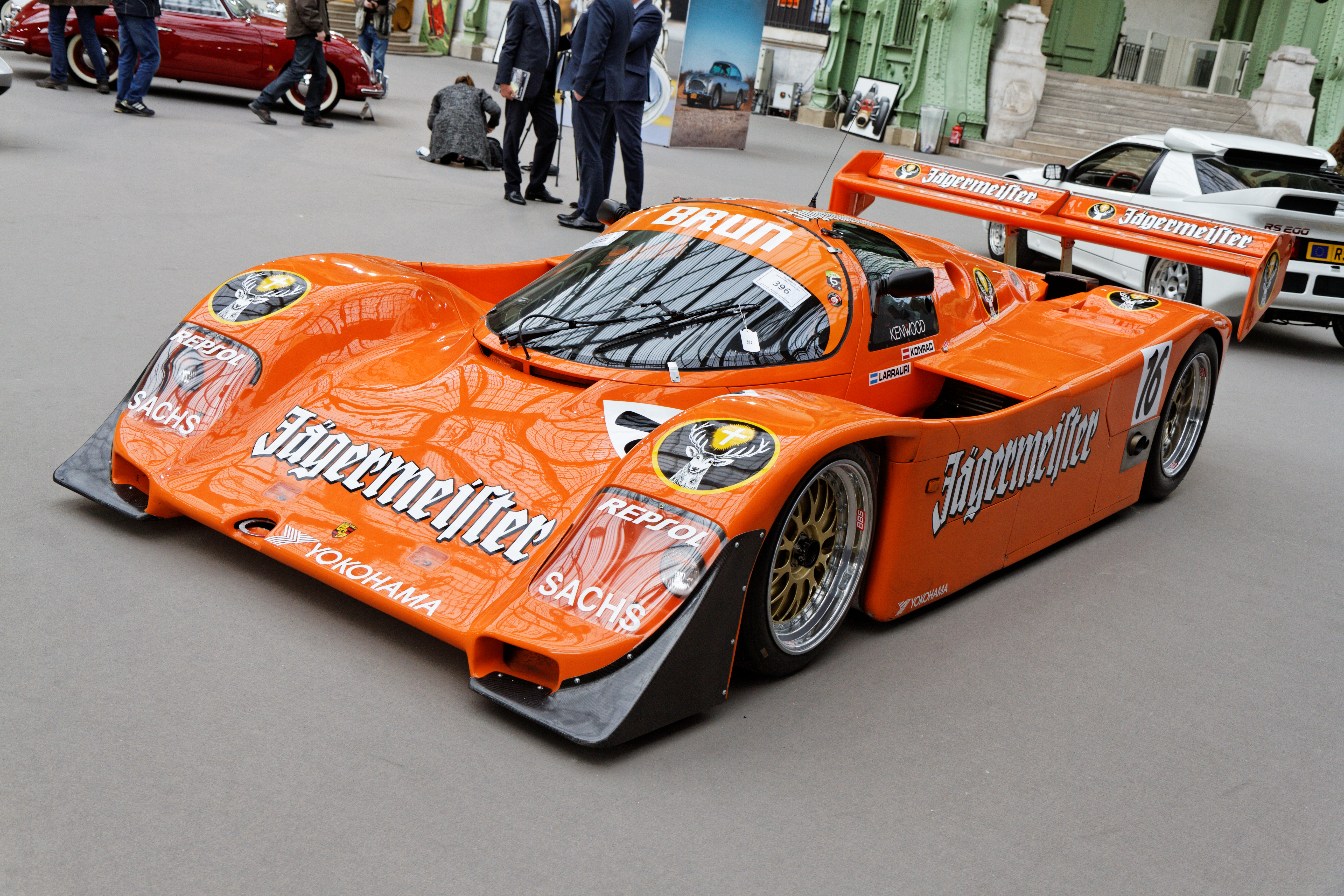
ポルシェ・962C。グループCでは部分的にはフラットボトムであるが、事実上グラウンド・エフェクト・カーが認可されていた

グラウンド・エフェクト・カー (ground effect car) と呼ぶこともある。
飛行機が空を飛ぶために持っている翼は、前方から空気が流れてくると上面を流れる空気の速度が、下面を流れる空気の速度よりも速くなるようになっている。ベルヌーイの定理により、上面を流れる空気は下面を流れる空気よりも圧力が小さくなり、これが飛行機を宙に引き上げるエネルギー（揚力）となっている。
これに着目したF1チーム・ロータスのコーリン・チャップマンは、ダウンフォースの発生源をウイングだけに頼るのではなく、F1車両を前から後ろへ切った断面を、この翼を上下逆にしたものと同じようにすれば効率的にダウンフォースを得られることに気が付いた。F1車両の幅は2メートルにも満たなかったが、サイドスカートと呼ばれる、外気が車体下面に流れ込むのを防ぐ壁を作ることで、ダウンフォースを得るに十分な車体下面の空気流速を確保することができた。これをグラウンド・エフェクトと呼ぶ。そのアイディアは1977年にロータス78で実現された。
初期のサイドスカートはブラシ状のものであったが、すぐにサイドスカートはベニヤ板になりローラーないしスプリングで地面に押し付けられ、効果的に車体下部の空気を閉じ込めた。1981年にローラー可動スカートは禁止されたが、何度か別の方法でサイドスカートは取り付けられた。
このウイングカーは車体下部が曲面で構成されており、車体中央がもっとも地面に近く、車体後部下面はせりあがっており、サイドスカートで閉じられた空間はベンチュリー状になっていた。ベルヌーイの定理により、流速が大きくなる車体下部では空気圧が大きく下がり、下向きの揚力が発生し、これがダウンフォースとなった。上面は平面部分が大きく空気抵抗を低減し、ラジエターに空気が入りやすくなっている。
ウイングカーは、丘状の地形を走行するときなどにボディ下面に一気に空気が入り込むと、舞い上がってしまう。これによる事故が起きたことから、1983年にはF1でフラットボトム規定が適用され、車体下部の大部分は地面に平行な平面で構成されなければならなくなった。F1におけるウイングカー自体はこれで消滅したが、平面で構成されなければならないのは前後輪の間だけであったため、これ以後も各車とも後輪軸より後ろはせりあがり形状を形成している。これをディフューザー (diffuser/拡散器) と呼ぶ。ディフューザーは、車体底面と路面との間で加速し圧力の下がった空気を、スムーズに拡散し大気圧へと戻すための装置である。ディフューザーの容積が大きいほど大量で高速の気流を車体底面に流すことができるため、ダウンフォースの獲得には最も重要なエリアである。ディフューザーの効果が顕著に表れた例として、2009年のF1が挙げられる。大容量のディフューザーを備えたブラウンGPのBGP001が開幕から勝利を重ね、ドライバー・コンストラクターのダブルタイトルを獲得する一因となった。
2022年からのF1ではグラウンド・エフェクトが解禁されたが、長年使われずノウハウ不足であったこともあり、「ポーポイズ現象」と呼ばれる激しい上下運動でドライバーの健康問題に発展するチームもいた。

### ファンカー

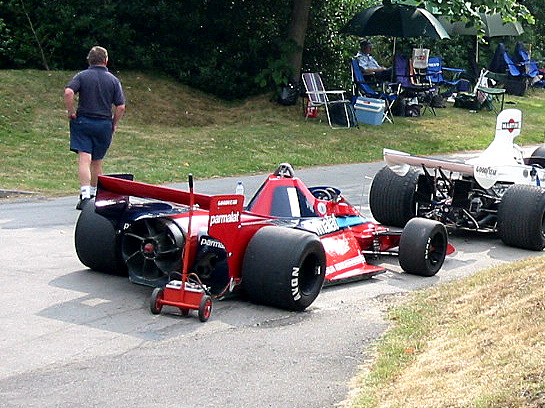
ブラバムBT46Bファンカー

ファンカーとして最初のものは、二人乗りレーシングカーカテゴリのCan-AMで、シャパラル2シリーズの車体にファンとファン駆動用エンジンを取り付けたシャパラル2Jが1970年に登場した。車体下部の空気を強制的に吸い上げて、車体下部の空気圧を下げることで車体に強力なダウンフォースを与えた。
F1では1977年には多くのチームが前述のウイングカー構造に追随していたが、使用していたエンジンの形状が他のチームと違い、ウイングカー形状に車体下部を形成することの難しかったF1ブラバムチームのゴードン・マレーは、ベルヌーイの定理によるウイングカー化を放棄し、シャパラル2Jのように車体後部に巨大な排気ファンを取り付け、車体下部の空気を直接吸い出すBT46Bを開発した。他車と同じようなサイドスカートを装備しており、ウイングカーとは違い車体下部の空気をファンで吸い出すことでダウンフォースを発生させた。
BT46Bはデビューした1978年スウェーデンGPで圧勝したが、ルールの厳密化と明文化により1戦のみの出走で出走禁止となった。詳しくはファン・カーを参照。
これらの機構は、空気の流れによって発生するダウンフォースの大きさが車体の速度に左右されるウイングカー構造と違い、自由に車体下部の圧力を調節できたために中低速で圧倒的に有利だった。

### サイドポンツーン

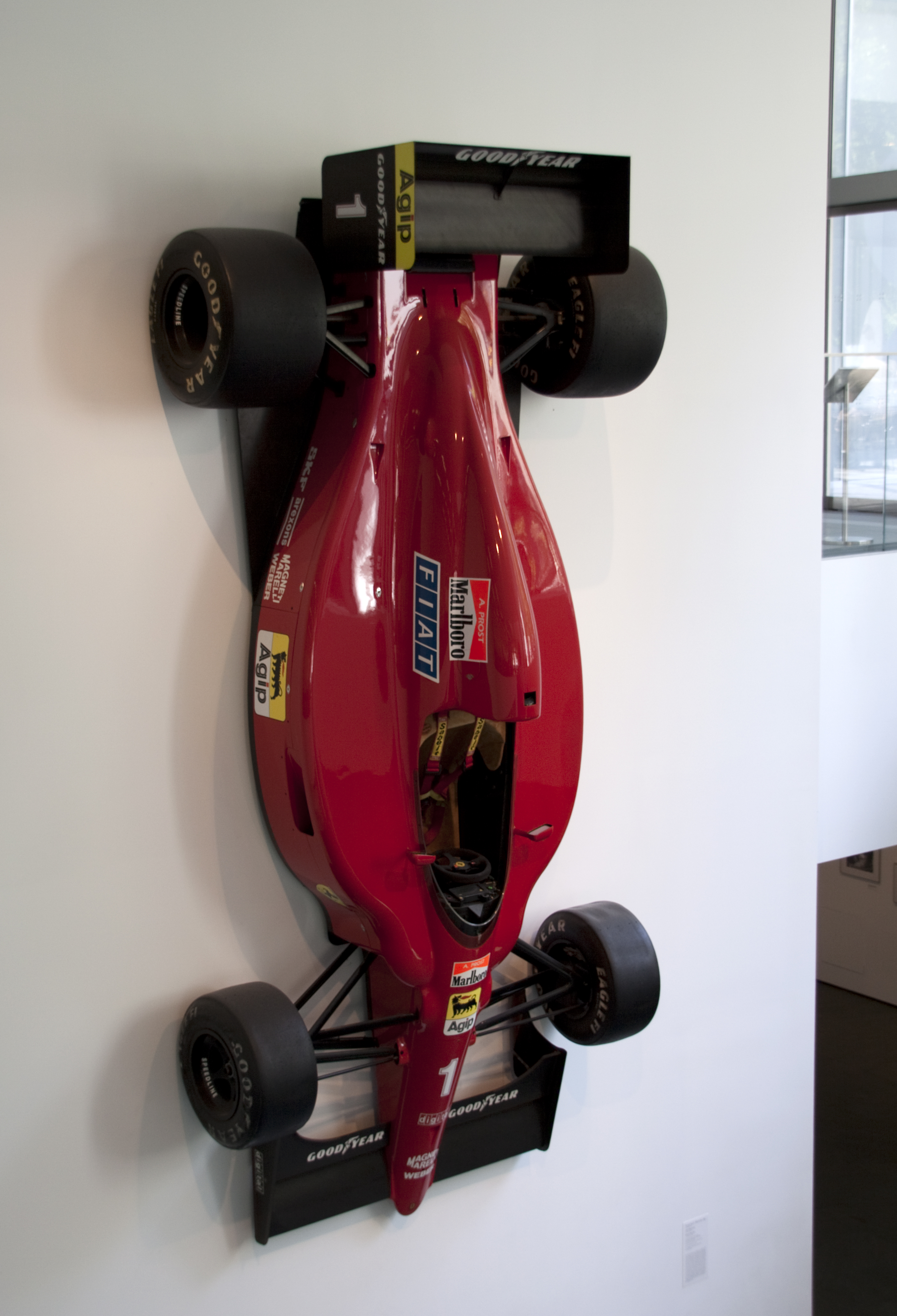
フェラーリ641/2

1960年代後半になると、F1などモータースポーツではタイヤの扁平化が進み、前方投影面積の増加により高速走行時に発生するタイヤの空気抵抗が大きくなってきた。そのために、フロントウィングで前輪を避けるように気流を調節したり、フロントウィング自体をラジエータとすること等で克服していたが、1970年前半には後輪の前方にラジエータあるいは吸気口を設置することがトレンドとなった。1972年、安全性能向上の観点から燃料タンクを保護する衝撃吸収構造がレギュレーションにより義務付けられたことから始まる。運転席サイド及び後方にある燃料タンクを保護するためには、その両側に衝撃吸収構造を設ける必要があった。初期には発泡材等を取り付けることにより燃料タンクの保護としていたが、発泡材に替わってラジエータやそのダクトを衝撃吸収構造としたものがサイドポンツーンの走りである。
1970年代後半になると、このサイドラジエータは前述のウィングカー構造の構成部品となり、主要なダウンフォース発生装置の一つとなる。大きさも巨大になり、前輪と後輪の間の空間を全てカバーするまでに至る。
しかし1983年にはウィングカー構造が禁止されたため、サイドラジエータは極端に小さいものが流行になった。1983年初頭には極端にサイドラジエータを小さくしエンジンに密着させ、1970年頃のようなスリムな車体のティレル012-FordやブラバムBT52-BMWなどが登場する。しかしこのころ流行していた過給エンジンの大きな発熱を処理するため、この小さいサイドラジエータは主流にはならなかった。
1984年になると、サイドラジエータを再度ダウンフォース発生装置として利用しようとするエンジニアが現れ、また大型化が推し進められることになる。この構造は、サイドラジエータを前後輪の中間ほどまで前に移動させ、その後端と後輪の間に空間を作る。この空間には、前述のフラットボトム規定により平面になった車体底面の延長上に平らな板を設置した。前方から流れてきてサイドラジエータによって押しのけられた空気が、サイドラジエータと後輪の間にある空間に流れ込むと、この板を押し下げてダウンフォースを発生させる。また、この板が底面下の気流を整え後輪に乱気流を当てないようにするという効果もあった。
この構造はサイドポンツーンとして定着し、1990年代後半まで継続的に、そして補助的に用いられた。サイドポンツーンによるダウンフォースの発生はわずかなものであるが、ラジエータを前に出したことで車重の前後バランスが向上し、運動性能の向上に恩恵を与えたこと、コクピットを衝撃から守る助けになったというのがその理由である。
(名前の由来はポンツーンを参照)